# Vũ khúc con cò
Vũ khúc con cò (tiếng Pháp: La Danse de la cigogne; tiếng Anh: Song of the Stork) là bộ phim truyện điện ảnh chính kịch đề tài chiến tranh phát hành năm 2002, do Việt Nam và Singapore hợp tác sản xuất. Bộ phim được thực hiện bởi đạo diễn của hai nước là Jonathan Foo và Nguyễn Phan Quang Bình. Các câu truyện trong phim được viết bởi Nguyễn Quang Sáng, Thu Bồn, Nguyễn Duy và một phần trải nghiệm của nhà văn - cựu binh Mỹ Waynes Karlin. Kịch bản của Vũ khúc con cò được hoàn thiện bởi Nguyễn Phan Quang Bình, Ngô Thị Bích Hạnh, Jonathan Foo, Peggy Lim.
Các diễn viên chính Chi Bảo, Quang Hải, Mai Nguyên, Ngọc Hiệp, Đỗ Hải Yến, Tạ Ngọc Bảo.

## Nội dung
Vũ khúc con cò được dẫn dắt bởi lời kể của nhân vật nhà quay phim Vinh khi về già, cùng những cuộc trò chuyện và tự sự của đạo diễn Trần Văn Thủy với hai cựu binh từ hai phía trong chiến tranh Việt Nam: Waynes Karlin và Dương Quang Vượng.

### Bối cảnh
Bộ phim lấy mốc thời gian từ năm 1968 đến 1975, tập trung vào 4 chiến sĩ của một tiểu đội gồm: Mạnh một thanh niên khai gian tuổi để được ra chiến trường; May một người vui tính, cùng quê Thanh Hóa với Mạnh. Văn là một thiếu gia Hà Nội bỏ dở việc học, để lại người vợ mới cưới để lên đường nhập ngũ. Và Lâm, một thanh niên miền Nam tập kết ra Bắc.

### Tuyến truyện 1
Sau thời gian luyện tập tại trại huấn luyện Xuân Mai, cả tiểu đội lên đường hành quân vào chiến trường, những người lính trẻ trong tiểu đội lập tức phải đối mặt với sự sự khốc liệt và chết chóc của cuộc chiến. Đến khu vực thuộc Quảng Bình, Lâm được đưa hẳn vào miền Nam làm nhiệm vụ đặc biệt, trong khi tiểu đội tiếp tục bộ hành vào Nam. Văn được trở về với vợ con sau bị trọng thương trong một chiến dịch. Khi tiến vào Sài Gòn thì May bị trúng đạn và hy sinh, chỉ còn lại Mạnh sống sót, sau cuộc chiến anh trở thành một thương nhân và luôn bị ám ảnh với sự hy sinh của đồng đội.

### Tuyến truyện 2
Lâm được tổ chức sắp xếp làm biệt động thâm nhập vào nội thành Sài Gòn với danh phận là một chủ thầu xây dựng. Anh tiếp cận được Thúy Lan, một nữ sinh thường tham gia các phong trào phản chiến, sau đó lấy được lòng tin của ba Thúy Lan là một vị tướng tên Đức của phía Việt Nam Cộng hòa. Lâm và Thúy An kết hôn và có hai cô con gái. Vào ngày 30 tháng 4 năm 1975, Lâm lấy lí do đi làm ăn để tham gia mở đường cho lính Việt Cộng vào nội thành, Thúy Lan và gia đình chờ không thấy anh về nên cô đi tìm và tình cờ nhìn thấy anh đang bắn giết lính Cộng hòa, cô lập tức trở về nhà, cùng ba mẹ và hai con lên trực thăng rời khỏi Việt Nam.

## Diễn viên
- Các nhân vật đóng chính mình: Trần Văn Thủy[3], Dương Quang Vượng, Waynes Karlin

- Phạm Gia Chi Bảo trong vai Lâm
- Ngô Quang Hải trong vai Văn
- Trịnh Mai Nguyên trong vai May
- Nguyễn Ngọc Hiệp trong vai Thúy Lan
- Đỗ Hải Yến trong vai Hoài
- Tạ Ngọc Bảo trong vai Mạnh
- Lưu Quang Vinh trong vai Vinh
- Lê Dũng Nhi trong vai Thủ trưởng
- Xuân Tân trong vai Mẹ Mạnh
- Ngọc Nhật trong vai Bố Mạnh
- Hữu Phước trong vai Thủ trưởng tình báo
- Thanh Bình trong vai Võ
- Ánh Hoa trong vai Bà Hai
- Hoàng Yến trong vai Bà Thúy
- Thu An trong vai Mẹ May
- Nguyễn Văn Đây trong vai Đại tá Đức
- Tú Trinh trong vai Vợ Đại tá Đức
- Nguyễn Văn Bé trong vai Ba Hòa
- Anh Thư trong vai Vợ Ba Hòa
- Phương Bằng trong vai Thiếu úy Tòng
- Thanh Hà vai Hoa (cô gái cụt tay)
- Lê Hùng Phương trong vai Công an
- Đức Trung lồng tiếng Vinh lúc già (dẫn truyện)
- nhóm lồng tiếng Tiến Mộc

## Sản xuất
Năm 1997, công ty BHD của Nguyễn Phan Quang Bình trở thành đại diện của MTV tại Việt Nam, Vũ khúc con cò là bộ phim đầu tiên mà ông đạo diễn, cùng với đối tác là Jonathan Foo, Giám đốc sản xuất của MTV châu Á. Đây là bộ phim hợp tác nước ngoài đầu tiên về cuộc chiến tranh Việt Nam được quay ngay tại Việt Nam, với mục đích đem lại cho khán giả trên thế giới một cái nhìn khác với những bộ phim của Mỹ sản xuất.
Các nhà biên kịch Việt Nam đảm nhận sáng tạo các nhân vật riêng, gồm nhà văn Nguyễn Quang Sáng phụ trách nhân vật Lâm, nhà thơ Nguyễn Duy viết về hai nhân vật anh chàng May và Mạnh, nhà thơ Thu Bồn đảm nhận viết về Văn và Hoài. Riêng nhà văn - cựu chiến binh Mỹ Wayne Karlin viết về chính những gì ông trải qua trong cuộc chiến tranh Việt Nam.
Vì kinh phí chỉ ngang các bộ phim điện ảnh sản xuất tại Việt Nam nên dù đội ngũ sản xuất của bộ phim có đến hơn 200 người với 15 quốc tịch khác nhau như Singapore, Úc, Mỹ, Pháp, Brazil thì có khoảng 80 người là dân không chuyên. Các diễn viên quần chúng của bộ phim đã tham gia mà không lấy tiền công.
Toàn bộ khâu hậu kỳ được thực hiện tại Singapore và Thái Lan.

## Nhạc phim
| STT | Nhan đề                               | Sáng tác           | Thể hiện           | Thời lượng |
| --- | ------------------------------------- | ------------------ | ------------------ | ---------- |
| 1.  | "Con cò" (biên tập: Nguyễn Thiện Đạo) | (dân ca)           | Thanh Hoài và VNSO |            |
| 2.  | "Tình nhớ" (biên tập: Bảo Phúc)       | Trịnh Công Sơn     | Ngân Quỳnh         |            |
| 3.  | "Tự Nguyện (piano)"                   | Trương Quốc Khánh  | Joshua Hong        |            |
| 4.  | "Đêm buồn tỉnh lẻ"                    | Tú Nhi, Bằng Giang |                    |            |

## Hậu trường
Một trong bốn biên kịch của Vũ khúc con cò, nhà văn - cựu chiến binh Mỹ Wayne Karlin từng là xạ thủ súng máy trên trực thăng, ông có mặt trên chiến trường miền Trung hầu như cùng thời điểm và địa điểm với nhà quay phim - đạo diễn Trần Văn Thủy. Hai người họ cũng tham gia diễn bản thân mình trong bộ phim. Một số thước phim tài liệu của Trần Văn Thủy cũng được sử dụng trong phim.
Bộ phim được thực hiện thu âm trực tiếp tại hiện trường nên không tránh khỏi tạp âm, trong đó có những cảnh quay bị giám đoạn bởi chiếc loa phường. Dù đoàn làm phim đã xin chính quyền địa phương dừng phát thanh nhưng không thành công, trợ lý đạo diễn Nguyễn Quang Dũng đã phải trực tiếp cắt dây tín hiệu để đoàn tiếp tục cảnh quay và nối lại sau khi hoàn tất.
Trợ lý đạo diễn Nguyễn Quang Dũng là con của thành viên biên kịch bộ phim, nhà văn Nguyễn Quang Sáng. Nhân vật nhà quay phim Vinh được diễn xuất bởi Lưu Quang Vinh, một nhà quay phim thực sự. Nguyễn Phan Linh Đan, con gái đạo diễn Nguyễn Phan Quang Bình và nhà sản xuất Ngô Thị Bích Hạnh, cũng tham gia với vai diễn con gái thứ hai của nhân vật Lâm và Thúy Lan.

## Phát hành

poster Vũ khúc con cò tại thị trường Pháp

Vũ khúc con cò do Công ty BV International của Na Uy và Vietnam Media Corp phát hành phạm vi quốc tế. Nhiều nước đã ký hợp đồng phát hành như: Nhật Bản, Hồng Kông, Singapore, Malaysia, Na Uy, Hy Lạp, Ba Lan...
Tại Pháp, bộ phim được chiếu chọn lọc tại Liên hoan phim Paris từ ngày 26 tháng 3 năm 2003 tại 8 rạp ở thủ đô Paris trong 2 tuần, sau đó được trình chiếu tại 13 thành phố khác. Vào tháng 11 năm 2003, bộ phim lại tiếp tục có tên trong danh sách chiếu chọn lọc tại Liên hoan phim Sainte-Livrade.
Vũ khúc con cò được đưa đi giới thiệu tại hơn 20 sự kiện điện ảnh và bán được bản quyền phát hành tại 30 quốc gia và là phim châu Á đầu tiên được chọn vào Official Selection trong Liên hoan phim Taormina ở Sicile.
Tại Việt Nam, Công ty BHD là đơn vị độc quyền phát hành bộ phim này vào trung tuần tháng 1 năm 2003. Năm 2008, bộ phim được chiếu lại với hai suất chiếu tại IDECAF.

## Đón nhận

### Đánh giá
Nhà báo Thu Tâm của trang Người Lao Động và nhà báo Thu Hương của trang VnExpress cùng có nhận xét tình tiết, kết cấu của bộ phim rời rạc. Theo nhà thơ Nguyễn Duy, biên kịch của phim: “(Vũ khúc con cò) một tác phẩm hoàn toàn ngẫu hứng, một cuộc dạo chơi về thế giới ký ức”, rằng “người viết đã gửi hết tâm huyết vào kịch bản. Nhưng ê-kíp làm phim là những người thuộc thế hệ khác nên không thể có sự hòa đồng 100% được”
Nhà báo Thu Hương của trang VnExpress: Phim có nhiều nhân vật nên trong số họ có người chỉ xuất hiện thoáng qua và mờ nhạt. Chỉ có nhân vật Lâm và Thúy Lan tạo được ấn tượng. Diễn xuất của Hải Yến còn khô và nhạt vì đây mới chỉ là bộ phim thứ hai trong sự nghiệp của cô. Dù đã được chuẩn bị nhưng bộ phim còn những hạt sạn là những chi tiết thiếu logic như trang phục binh lính còn mới, những mẩu đối thoại bằng hai ngôn ngữ nhưng các nhân vật (Trần Văn Thủy, Waynes Karlin) vẫn nghe hiểu lẫn nhau hay chiếc xe tải có biển số 29.
Tác giả Leah_aw của sinema.sg: (Khi những bộ phim khác) miêu tả cuộc chiến có hướng thiên vị cho người phường Tây và người (phe) miền Nam thì Vũ khúc con cò cũng mặc một lỗi tương tự khi thiên vị quá đà cho người (phe) miền Bắc, bộ phim thường xa vào lỗi nhồi nhét đạo đức giả. Cuối cùng, cách xử lý phi thực tế và hời hợt đối với năm nhân vật chính không khiến người xem cảm nhận được bi kịch của con người trên thực tế hoặc sự tổn thất to lớn của chiến tranh. Bộ phim còn mắc lỗi khi kể và thể hiện quá nhiều mà lại quá ít cảm xúc, một số cảnh quay rộng và chậm rãi khiến người xem cảm thấy không cần thiết.

### Giải thưởng
| Năm  | Giải thưởng                     | Đề cử             | Kết quả   | Chú thích   |
| ---- | ------------------------------- | ----------------- | --------- | ----------- |
| 2002 | Liên hoan phim Milano lần thứ 7 | Phim dài hay nhất | Đoạt giải | [ 1 ] [ 2 ] |

## Liên  kết ngoài
- Website quảng bá chính thức (tiếng Pháp)
- Website chính thức từ nhà sản xuất Lưu trữ ngày 29 tháng 3 năm 2007 tại Wayback Machine (dừng hoạt động)
- Vũ khúc con cò trên Internet Movie Database